# Mijaíl Yuzhny
Mijaíl Mijáilovich Yuzhny (en ruso: Михаи́л Миха́йлович Ю́жный), transliterado en los medios ingleses como Mikhail Youzhny, es un exjugador profesional de tenis, nacido el 25 de junio de 1982 en Moscú, Rusia.
En su carrera profesional ganó diez títulos ATP en individuales y nueve en dobles. Estuvo en el nivel más alto del tenis mundial desde el año 2001 y estuvo trece temporadas consecutivas entre los 50 mejores del ranking mundial. En 2002 fue el gran héroe del equipo ruso de Copa Davis al ganar el quinto punto de la final contra Francia, reemplazando a Yevgueni Káfelnikov y remontando una desventaja de dos sets contra Paul-Henri Mathieu en tierras francesas y sobre superficie lenta, la más adversa para el equipo ruso. 
También logró grandes resultados en Grand Slam, alcanzando los cuartos de final o superándolos en los cuatro grandes torneos a nivel internacional, consiguiendo llegar a las semifinales del Abierto de Estados Unidos en dos ocasiones (en 2006, cuando consiguió ganar al n.º 2, Rafael Nadal, al n.º 5, Tommy Robredo, y al n.º 13, David Ferrer; y en 2010). Su puesto más alto en el ranking mundial ATP fue el 8.º, alcanzado en enero de 2008. Tras el Abierto de Estados Unidos 2018 completó 69 participaciones en torneos de Grand Slam, siendo el tercero con más participaciones en la historia, por detrás de Roger Federer y Fabrice Santoro. Con 499 partidos ganados oficialmente en el Circuito ATP, se encuentra entre los Top 50 tenistas de la historia con más victorias ATP ubicándose n.º 46 a nivel mundial al momento de su retiro, y segundo de la historia de Rusia tras Kafelnikov.
Fue popularmente conocido por realizar un saludo militar con su raqueta hacia todos los lados de la pista cuando ganaba sus partidos.

## Biografía
Comenzó a jugar tenis a los seis años. Su padre, Mijaíl, falleció; su madre, Lubov, es economista. Tiene un hermano mayor, Andréi, quien jugó mayormente en Futures 1998-2000. Como juvenil llegó a la final del Abierto de Australia Open júnior en 1999 (perdió con Kristian Pless). Su héroe de infancia fue Stefan Edberg “me gustaba su mentalidad”. A los 13 años fue recogepelotas en la Final de Copa Davis entre Rusia-EE. UU. en Moscú, en 1995, y tiene fotos con los estadounidenses Jim Courier, Peter Sampras y Todd Martin. Da un saludo militar a sus fanáticos después de ganar con la raqueta sobre la cabeza y con su mano izquierda en la frente. Su esposa Yulia (casados el 22 de noviembre de 2008 en Moscú); y tiene dos hijos, Maksim, nacido el 4 de diciembre de 2009, e Ígor, nacido el 4 de julio de 2012. Su preparador físico es Oleg Mosiakov y su entrenador, Borís Sobkin (desde los 10 años).

## Carrera ATP

### 2000
Hizo su debut en Copa Davis contra Bélgica (venciendo a Olivier Rochus en serie muerta). Ganó el Challenger de Samarcanda (venciendo en un partido trepidante ante el noruego Jan-Frode Andersen). Alcanzó por primera vez cuartos en un torneo ATP World Tour, en su casa, en el Torneo de Moscú (perdiendo ante Marc Rosset).

### 2001
Terminó por primera vez Top 100. 
Llegó a una más que meritoria tercera ronda en el Abierto de Australia (perdiendo ante Andrew Ilie) en su debut en un Grand Slam. También hizo grandísimos resultados en los restantes Grand Slam, llegando a cuarta ronda en Wimbledon (perdiendo ante Patrick Rafter) y tercera ronda en el US Open (perdiendo ante Peter Sampras).
Llegó a semifinales en el Challenger de Copenhague (perdiendo ante Andreas Vinciguerra).

### 2002
Ganó su primer título ATP World Tour, en el Torneo de Stuttgart (venciendo al argentino Guillermo Cañas). 
Fue el primer tenista en remontar una desventaja de dos sets en un quinto punto decisivo en la final de Copa Davis, tras vencer a Paul-Henri Mathieu en 4 horas y 27 minutos para darle la victoria a Rusia 3-2 sobre Francia, convirtiéndose en el gran héroe de la final.
Se perdió seis semanas en el verano con una lesión en la espalda. Fue finalista en el Torneo de San Petersburgo (perdiendo ante Sébastien Grosjean). Además hizo semifinales en el Torneo de Casablanca y en el Torneo de Múnich (en ambas perdiendo ante el marroquí Younes El Aynaoui). Su mejor resultado en Grand Slam fue llegar hasta cuarta ronda en Wimbledon (perdiendo ante el n.º 1 Lleyton Hewitt).

### 2003
No ganó ningún título ATP y por primera vez acabó Top 50, llegando a rozar el Top 30.
Llegó a tres semifinales; en el Torneo de Doha (perdiendo ante Jean-Michael Gambill), en el Torneo de Halle (perdiendo ante Roger Federer) y en el Torneo de Lyon (perdiendo ante Rainer Schuettler) y cuatro cuartos de final; en el Torneo de Múnich (perdiendo ante Roger Federer), en el Torneo de Båstad (perdiendo ante Mariano Zabaleta), en el Torneo de Stuttgart (perdiendo ante Guillermo Coria) y en el Torneo de San Petersburgo (perdiendo ante Rainer Schüttler). 
En Grand Slam su mejor resultado fue llegar hasta la cuarta ronda en el Abierto de Australia (venciendo al n.º 7 Jiri Novak en tercera ronda, perdiendo ante el n.º 10 Andy Roddick en cuarta ronda).

### 2004
El ruso ganó su segundo título ATP World Tour, en casa en el Torneo de San Petersburgo (venciendo a Karol Beck) y acabó Top 20 por primera vez en su carrera.
Además fue finalista en el Torneo de Pekín (perdiendo ante su compatriota Marat Safin) y semifinalista en el Torneo de Dubái (venciendo al n.º 4 Guillermo Coria en primera ronda, cayendo ante Feliciano López) y en el Torneo de Moscú (perdiendo ante su compatriota Nikolái Davydenko).
También llegó a cuartos de final en los Juegos Olímpicos de Atenas (perdiendo ante Mardy Fish), en el Masters de Hamburgo (perdiendo ante Ivan Ljubicic), en el Torneo de Lyon (perdiendo ante Xavier Malisse) y en el Masters de París (perdiendo ante Radek Štěpánek).
No tuvo grandes actuaciones en Grand Slam, siendo su mejor resultado llegar a tercera ronda en Roland Garros (perdiendo ante Nicolas Escudé) y en el US Open (venciendo al n.º 9 David Nalbandian en segunda ronda, perdiendo ante Tomáš Berdych).

### 2005
El ruso no ganó ningún título, pero acaba Top 30 por segunda vez.
Llegó a siete cuartos de final ATP; en el Masters de Cincinnati (perdiendo ante Andy Roddick), en el Torneo de Dubái (perdiendo ante Roger Federer), en el Torneo de Båstad (perdiendo ante Tommy Robredo), en el Torneo de Kitzbühel (perdiendo ante Gastón Gaudio), en el Torneo de Pekín (perdiendo ante Guillermo Coria), en el Torneo de San Petersburgo (perdiendo ante Robin Vik) y en el Torneo de Moscú (perdiendo ante su compatriota Dmitri Tursúnov).
En Grand Slam llegó a cuarta ronda en Wimbledon (perdiendo ante Fernando González) y a tercera ronda en el Abierto de Estados Unidos (perdiendo ante Xavier Malisse).
Ganó su primer título de dobles, en el Torneo de Moscú (haciendo pareja con Max Mirny, y derrotando en la final a sus compatriotas Nikolái Davydenko e Ígor Andréiev). También llegó a dos finales en el Torneo de Doha (junto a Andrei Pavel perdiendo ante Albert Costa y Rafael Nadal) y en el Torneo de Pekín (junto a Dmitri Tursúnov perdiendo ante Justin Gimelstob y Nathan Healey).

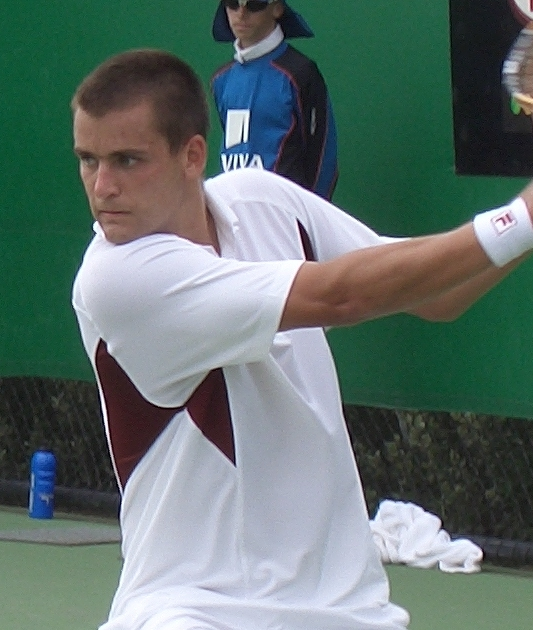
Yuzhny durante un partido del Abierto de Australia 2006.

### 2006
El n.º 3 de Rusia (detrás de Nikolái Davydenko y Dmitri Tursúnov). 
Llegó al US Open como n.º 54 y dio la gran campanada, logrando victorias sobre los tres mejores españoles, dos de ellos Top 10 (el n.º 13 David Ferrer (en tercera ronda), el n.º 5 Tommy Robredo (en cuarta ronda) y el n.º 2 Rafael Nadal (en cuartos de final) antes de caer ante Andy Roddick en cuatro sets en semifinales). Luego saltó al n.º 24. 
También llegó a semifinales en el Torneo de Dubái (perdiendo ante Roger Federer) y a sus primeras semis en arcilla, en el Torneo de Kitzbuhel (perdiendo ante Juan Ignacio Chela). También logró cuartos de final en el Torneo de Doha (perdiendo ante Tommy Haas) y en el Torneo de Zagreb (perdiendo ante Ivan Ljubičić).
Jugó las semifinales de Copa Davis contra Estados Unidos y venció en cuatro sets al n.º 9 James Blake para darle a Rusia una ventaja de 2-0. El 25 de octubre se rompió los ligamentos en el tobillo derecho mientras jugaba dobles en el Torneo de San Petersburgo, con lo que puso fin a su temporada con antelación.

### 2007
El n.º 2 de Rusia (detrás del n.º 4 Nikolái Davydenko) terminó Top 20 por primera vez en tres años y tuvo la mayor marca de su carrera con 50 triunfos. Entró al Top 10 el 13 de agosto y estuvo una semana. 
Tuvo un inicio de 18-5 en los dos primeros meses al ganar su tercer título ATP World Tour, en el Torneo de Róterdam (venciendo a David Ferrer, Novak Djokovic e Ivan Ljubicic en las últimas tres rondas) y luego llegó a la final del Torneo de Dubái (venciendo al n.º 2 Rafael Nadal en cuartos de final, perdiendo ante Roger Federer). También hizo semifinales en el Torneo de Zagreb (perdiendo ante Ivan Ljubičić) y cuartos de final en el Torneo de Doha (perdiendo de nuevo ante Ljubicic) y en el Torneo de Marsella (perdiendo ante Marcos Baghdatis).
En mayo, ya en temporada de arcilla, llegó a la final del Torneo de Múnich (perdiendo ante Philipp Kohlschreiber) e hizo su mejor marca en Roland Garros con cuarta ronda (perdiendo ante Roger Federer). 
En césped llegó a cuartos de final en el Torneo de Halle (perdiendo ante Tomáš Berdych) y a cuarta ronda en Wimbledon por cuarto año en su carrera (perdiendo ante Rafael Nadal en cinco sets). Regresó a la arcilla en julio e hizo semifinales en el Torneo de Amersfoort (perdiendo ante el n.º 297, el belga Steve Darcis). 
Ganó un punto crucial para Rusia en Copa Davis en el cuarto duelo de individuales (venciendo a Philipp Petzschner) donde ganaron 3-2 a Alemania para llegar por segundo año seguido a la final (perdiendo 4-1 ante EE. UU.). Cerró el año con semifinales en el Torneo de San Petersburgo (perdiendo ante Andy Murray) y cuartos de final en el Masters de París (venciendo al n.º 9 Fernando González, al n.º 10 Tommy Haas, perdiendo contra Nadal).
Quedó 4-9 contra rivales Top 10 y acumuló registros de 24-12 en asfalto, 15-8 en arcilla, 6-2 en carpeta y 5-1 en césped. 
En dobles ganó los títulos del Torneo de Doha (junto con Nenad Zimonjic ganando a Martin Damm y Leander Paes) y en el Torneo de Múnich (junto con Philipp Kohlschreiber venciendo a los checos Jan Hajek y Jaroslav Levinský). Logró su mejor marca de dinero con $1,028,900.

### 2008
El ruso terminó Top 50 por séptimo año seguido, donde logró su cuarto título ATP World Tour en el Torneo de Chennai (venciendo al n.º 2 Rafael Nadal) y segundo cuartos de final en Grand Slam (o mejor) en el Abierto de Australia (venciendo a su compatriota, el n.º 4 Nikolái Davydenko, perdiendo ante Jo-Wilfried Tsonga). Tras esto saltó a su puesto más alto en su carrera, el n.º 8 el 28 de enero. 
Tuvo marca de 12-2 en sus primeros tres torneos antes de quedar 16-20 el resto del año. Sólo llegó una vez más a cuartos de final, en el Torneo de Gstaad (perdiendo ante Guillermo García-López), en julio.
En Grand Slams llegó a tercera ronda en Roland Garros (perdiendo ante Fernando Verdasco) y cuarta ronda en Wimbledon (perdiendo ante Rafael Nadal). Se retiró del US Open por una enfermedad vírica, el primer Grand Slam que se perdió luego de jugar 23 seguidos. 
Quedó 2-3 contra rivales Top 10 y con marcas de 20-14 en cemento, 4-2 en pasto y 4-6 en tierra batida. En dobles venció dos títulos, en el Torneo de Halle y en el Torneo de Tokio (ambos haciendo pareja con Mischa Zverev y ambos ganándoselos a la pareja formada por Lukáš Dlouhý y Leander Paes). También llegó a una final, en el Torneo de Róterdam (junto a Philipp Kohlschreiber perdiendo ante Tomáš Berdych y Dmitri Tursúnov).

### 2009

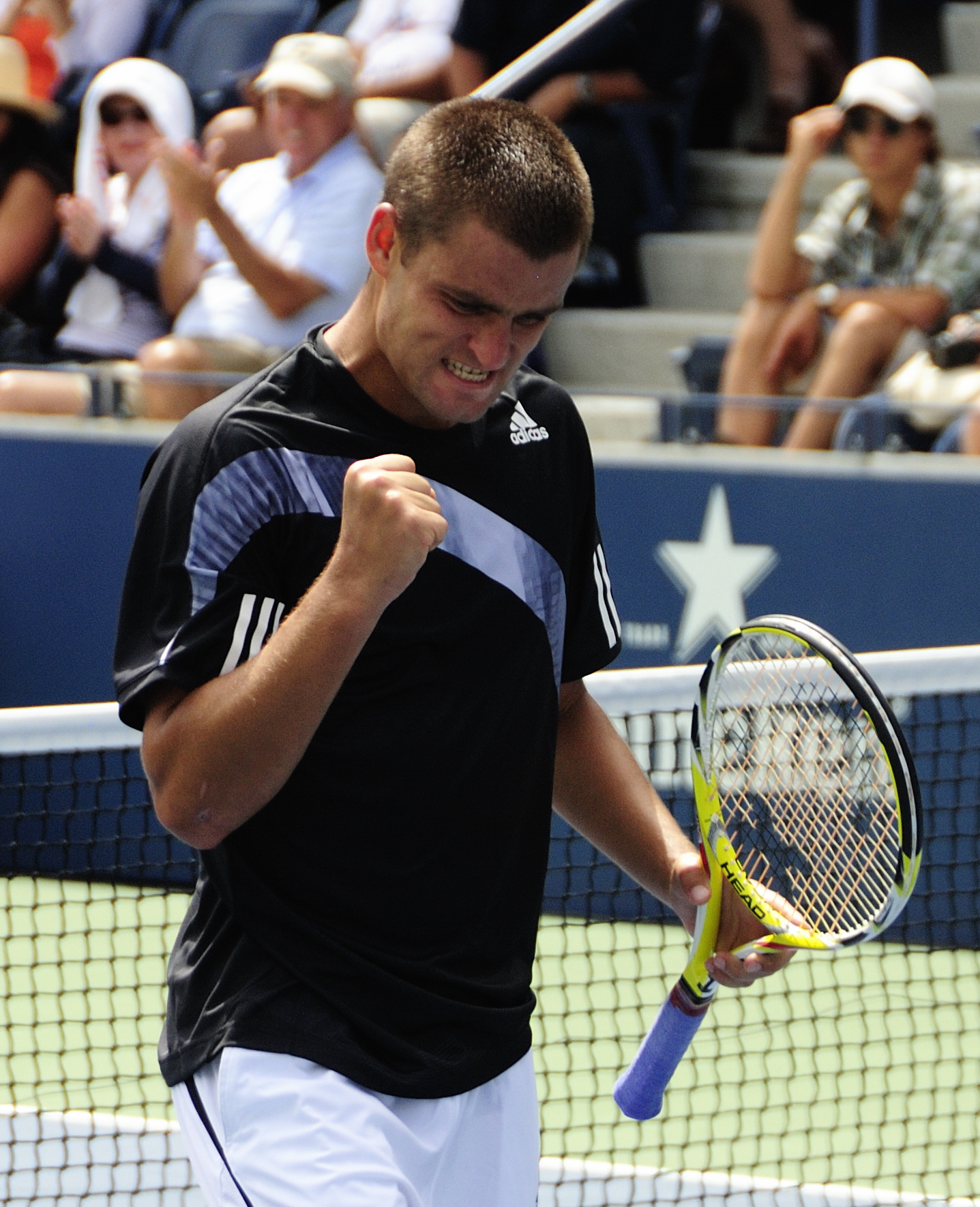
Yuzhny celebrando su victoria sobre el francés Paul-Henri Mathieu en cuatro sets en primera ronda del US Open.

Acaba como el n.º 2 de Rusia (detrás del n.º 7 Nikolái Davydenko) terminó Top 20 por segunda vez en tres años con cuatro finales ATP World Tour en la temporada. 
Luego de perder en segunda ronda del US Open, cerró el año tras ganar 16 de sus últimos 20 partidos y su quinta corona en casa, en el Torneo de Moscú (venciendo a Janko Tipsarević) en octubre. Llegó a la final en el Torneo de Tokio (perdiendo ante Jo-Wilfried Tsonga) y a la final del Torneo de Valencia (ganando al n.º 9 Jo-Wilfried Tsonga (en primera ronda), al n.º 12 Gilles Simon (en cuartos de final) y al n.º 7 Nikolái Davydenko (en semifinales), cayendo ante el n.º 4 Andy Murray). 
En mayo llegó a la final del Torneo de Múnich donde perdió en la muerte súbita del tercer set ante Tomáš Berdych. 
A principio de año llegó consecutivamente a cuartos de final en el Torneo de Róterdam (perdiendo ante Mario Ančić) y en el Torneo de Marsella (perdiendo ante Michäel Llodra). También hizo semifinales en el Torneo de Kitzbuhel (perdiendo ante Guillermo García-López). En césped llegó a cuartos de final en el Torneo de Queen's Club (perdiendo ante James Blake). 
En Grand Slam no tuvo grandes participaciones, no pasando de segunda ronda en ninguno de ellos. 
Quedó 4-3 contra rivales Top 10 y acumuló marcas de 27-17 en asfalto, 11-8 en arcilla y 3-3 en césped. En dobles logró el título en el Torneo de Queen's Club (haciendo pareja con Wesley Moodie venciendo a los brasileños Marcelo Melo y André Sá). Tuvo su mayor cantidad en premio en dinero con $1,026,149.

### 2010
El principal tenista ruso tuvo su mejor final de año en el Top 10, volviendo a alcanzar el n.º 8 del ranking y dos títulos en cinco finales. 
Ganó en febrero su partido n.º 300 en su carrera en el camino a la final del Torneo de Róterdam (retirado por una lesión en muslo derecho en su partido contra Robin Söderling). Fue finalista en el Torneo de Dubái (perdiendo ante Novak Djokovic). 
Ganó títulos en el Torneo de Múnich (venciendo a Marin Čilić) y en el Torneo de Kuala Lumpur (venciendo a Andréi Golúbev). Fue finalista en el Torneo de San Petersburgo (perdiendo ante Mijaíl Kukushkin). 
Llegó por segunda vez a semifinales en el US Open (al igual que en 2006), pero esta vez no pudo superar a Rafael Nadal. Logró su mejor resultado en Roland Garros, llegando hasta cuartos de final (venciendo al n.º 10 Jo-Wilfried Tsonga, perdiendo ante Tomáš Berdych).
Quedó 2-4 contra rivales Top 10 con marcas de 30-12 en pista dura y 12-5 en polvo de ladrillo. En dobles logró de nuevo un título, en el Torneo de Halle (junto con Sergiy Stajovski ganando a la pareja formada por Martin Damm y Filip Polasek). Logró su premio más alto en dinero con $1,900.349.

### 2011

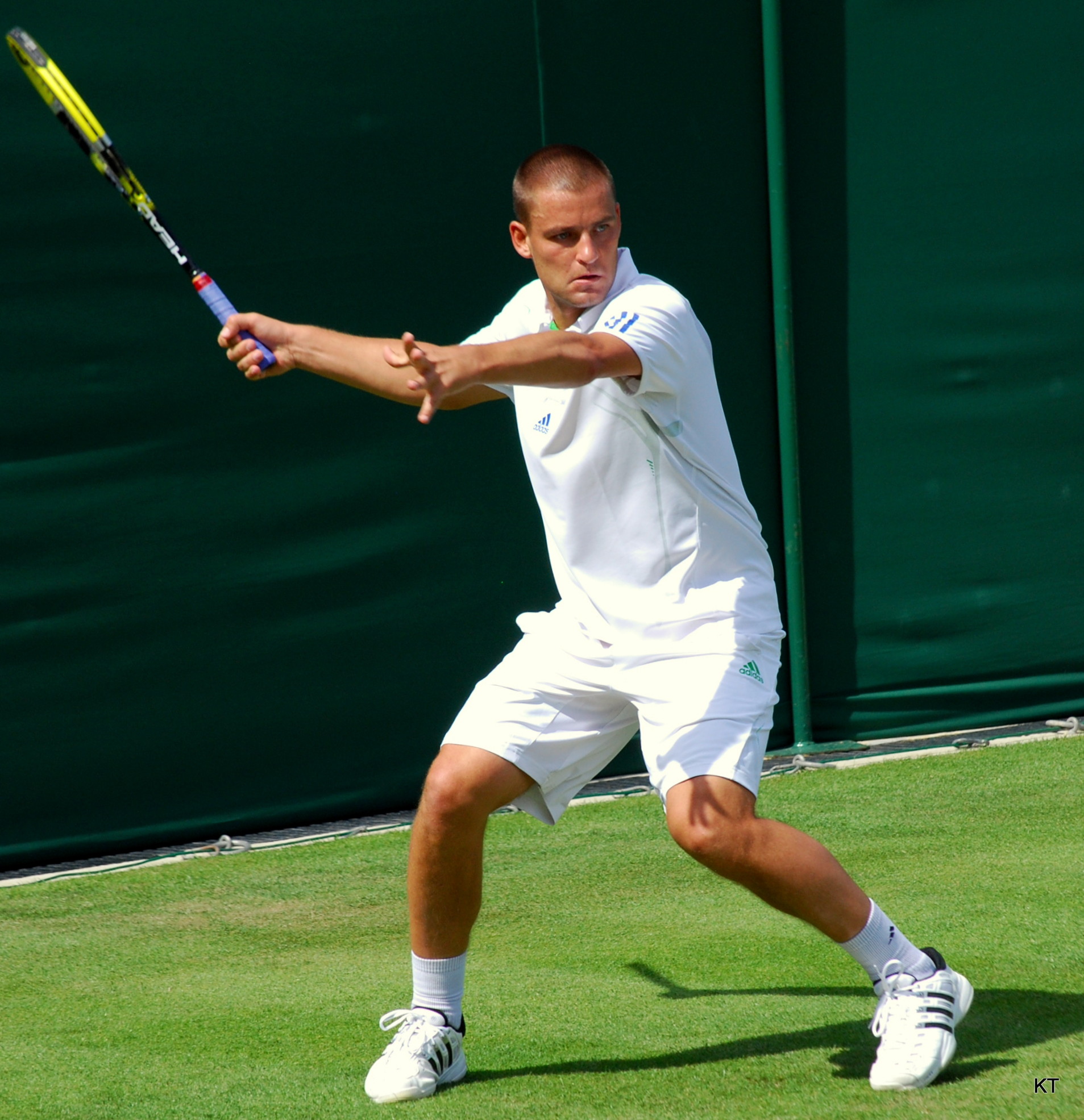
Yuzhny durante su partido de primera ronda de Wimbledon 2011 donde consiguió vencer al argentino Juan Mónaco en cinco sets.

El n.º 2 de Rusia (acabó detrás de n.º 34 Alex Bogomolov Jr.) terminó Top 50 por 10° año seguido logrando cuatro semifinales; en el Torneo de Marsella (perdiendo ante Marin Čilić y ganando a Tsonga), en el Torneo de Hamburgo (perdiendo ante Gilles Simon), en el Torneo de Gstaad (perdiendo ante Marcel Granollers) y en el Torneo de San Petersburgo (perdiendo de nuevo ante Marin Čilić). 
También logró cuartos de final en el Torneo de Róterdam (perdiendo ante Robin Söderling) y en el Torneo de Pekín (perdiendo ante Ivan Ljubičić). No llegó a una final por primera vez desde 2006. Su mejor resultado en Grand Slam fue cuarta ronda en Wimbledon (perdiendo ante Roger Federer en 4 sets). 
En el play-off del Grupo Mundial de Copa Davis contra Brasil ganó sus dos partidos, incluyendo uno en el quinto set 14-12 sobre Thomaz Bellucci salvando 2 puntos de partido en el cuarto set, convirtiéndose de nuevo en el héroe ruso. 
Compiló marcas de 14-13 en asfalto, 10-10 en arcilla y 3-1 en césped. De nuevo conquistó un título de dobles, en el Torneo de Dubái (de nuevo haciendo pareja con Sergiy Stajovski venciendo a Jérémy Chardy y Feliciano López).

### 2012
De nuevo logró ser el mejor tenista ruso y acabó Top 30 por tercera vez en su carrera, además de ganar de nuevo un título ATP World Tour.
Comenzó fuerte la temporada, ganando el Torneo de Zagreb en febrero, venciendo al n.º 97 Luckas Lacko (6-2 y 6-3) en la final. 
En Grand Slams, poco antes del nacimiento de su hijo Ígor, el 4 de julio, hizo cuartos de final en Wimbledon (venciendo al n.º 8 Janko Tipsarević en tercera ronda y perdiendo con el n.º 3 Roger Federer (6-1 6-2 6-2). Perdió en primera ronda del Abierto de Australia ante el n.º 146 Andréi Golúbev (7-5 6-7(4) 6-4 4-6 6-3). Avanzó a tercera ronda de Roland Garros donde perdió contra el n.º 6 David Ferrer (6-0 6-2 y 62) y cayó en primera ronda del US Open ante Gilles Muller en cinco sets. 
También hizo semifinales en el Torneo de Halle (perdiendo ante Roger Federer) y en el Torneo de San Petersburgo (perdiendo ante Martin Kližan) e hizo cuartos de final en el Torneo de Doha (perdiendo ante Rafael Nadal), en el Torneo de Dubái (perdiendo ante Roger Federer), en el Torneo de Múnich (perdiendo ante Marin Čilić), en el Torneo de Pekín (perdiendo ante Jo-Wilfried Tsonga), en el Torneo de Estocolmo (perdiendo ante Tomáš Berdych) y en el Torneo de Basilea (perdiendo ante Richard Gasquet).
Copiló marcas de 21-13 en cemento, 6-6 en polvo de ladrillo y 7-3 en hierba. Quedó 2-10 contra rivales Top 10 y ganó premios en dinero de $824.396. Volvió a ganar un título de dobles por sexto año consecutivo, ganando el Torneo de Zagreb (haciendo pareja junto con Marcos Baghdatis venciendo a la pareja local formada por Ivan Dodig y Mate Pavic).

### 2013

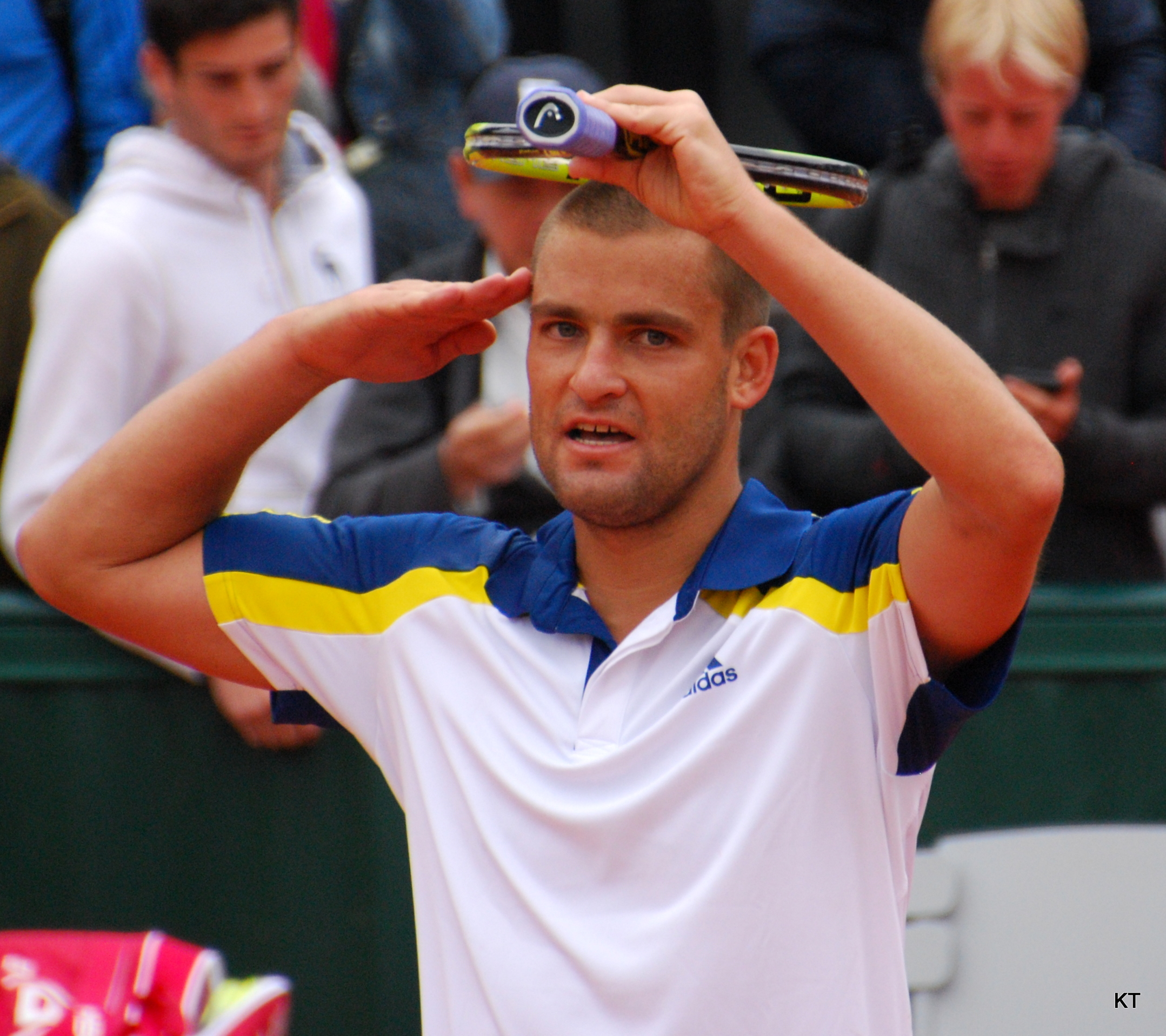
Yuzhny celebrando su clásico saludo militar al público tras vencer al argentino, número 125 Federico Delbonis en segunda ronda de Roland Garros 2013.

De nuevo el mejor tenista ruso, acaba Top 20 por tercera vez en su carrera, ganando dos título ATP World Tour de tres finales.
Comenzó la temporada con una semifinales en el Torneo de Zagreb (perdiendo ante Marin Čilić), tras no poder pasar de la segunda ronda en el Abierto de Australia (perdiendo ante su compatriota Yevgueni Donskói). 
Tras una primera mitad de campaña malísima donde copiló marcas de 7-9 desde su semifinal en Zagreb, mejoró con la llegada de la tierra batida, donde llegó a cuarta ronda en Roland Garros (perdiendo ante Tommy Haas) y sobre todo con la llegada de la hierba, donde llegó a su primera final del año, en el Torneo de Halle (venciendo al n.º 9 Richard Gasquet en semifinales, perdiendo la final ante Roger Federer) e hizo cuarta ronda en Wimbledon (perdiendo ante el posterior campeón Andy Murray).
Su segunda mitad de año fue inmaculada, logrando marcas de 18-9, ganando el Torneo de Gstaad (venciendo a Robin Haase) en julio. Posteriormente logró cuartos de final en el Abierto de Estados Unidos (US Open) (perdiendo ante el n.º 1 Novak Djokovic).
Llegó a cuartos de final en el Torneo de Bangkok (perdiendo ante Richard Gasquet) y conquista su décimo título ATP World Tour en el Torneo de Valencia (venciendo al cabeza de serie n.º 1, n.º 3 del mundo y final campeón, el español David Ferrer, en sets corridos). Cerró su temporada retirándose del Masters de París en primera ronda en su partido ante Kevin Anderson, debido al cansancio acumulado de la temporada.
Registró marcas de 20-15 en asfalto, 12-7 en arcilla y 7-2 en pasto. Quedó 2-8 contra rivales Top 10 y logró premios en dinero de $1.690.456. Por primera vez tras seis consecutivos, no ganó títulos en la modalidad de dobles.

### 2014
Yuzhny arrancó el año como el n.º 15 del ranking.
Su primer torneo de forma oficial de la temporada fue el de Chennai. En segunda ronda, (ya que pasó directamente la primera al ser el segundo cabeza de serie) se retiró cuando perdía su partido ante el israelí Dudi Sela, 1-3 en el primer set.
Como el preclasificado n.º 15 llegaba al primer Grand Slam del año, el Abierto de Australia 2014. En primera ronda venció sin dificultades al alemán Jan-Lennard Struff por 6-1, 6-4 y 6-2. En segunda ronda, cayó ante otro alemán, el n.º 37 del mundo Florian Mayer por un igualadísimo 4-6, 6-3, 3-6, 6-3, 3-6.
Luego dipsutó el Torneo de Zagreb. En segunda ronda cayó de manera sorprendente ante el alemán Björn Phau por parciales de 4-6, 7-5 y 6-1, por lo que su arranque de temporada fue muy dubitativo. Posteriormente, jugó su primer torneo de categoría 500, el Torneo de Róterdam. Volvió a caer en primera ronda frente al wild-card Igor Sijsling por un doble 2-6. Luego disputó el Torneo de Dubái donde mostró cierta mejoría. En primera ronda derrotó al polaco Michal Przysiezny por 6-3 y 6-4. En segunda ronda se deshizo del inglés James Ward por 6-1 y 7-6(3). Cayó en cuartos de final ante Novak Djokovic tras no presentarse al partido debido a una lesión de espalda.
Esta lesión de espalda, que le tenía aquejado desde principios de temporada, hizo que se tuviera que bajar tanto del Masters de Indian Wells como del Masters de Miami y que no regresará a las pistas hasta el comienzo de la temporada de tierra batida, a principios de abril.

## Estilo de juego, equipamiento y ropa
Yuzhny tiene golpes fuertes en ambos lados, pero el golpe de derecha es el que tiene más débil. El extenista profesional y ahora entrenador Peter Lundgren señaló que "el slice de revés de Yuzhny es uno de los mejores del mundo. Su slice tiene mucha variedad y pueden neutralizar la ofensiva de un oponente rápidamente con él". Sin embargo, mientras que su revés cortado es una buena arma defensiva, su principal arma de ataque es su revés a una mano golpeado con topspin. El agarre de revés de Mijaíl funcionaría bien para corte, pero cambia a una empuñadura de golpe directo del Este por su sector. De acuerdo con The New York Times el columnista Christopher Clarley, que el revés a una mano de Yuzhny es uno de los más inusuales en la gira, golpeándolo con un "brazo izquierdo libre acompañando a su brazo derecho se balancea a través de la pelota". El veterano entrenador Sven Groeneveld en tono de broma dijo que Yuzhny de debe ser llamado un "medio de una curva" . Yuzhny golpea la bola desde el principio ambas partes, con el fin de ¨ lograr una trayectoria más plana de vuelo y para conseguir la pelota al lado del oponente más rápido. " También es conocido por su buen sentido de tenis y utiliza a menudo dejadas para mezclar su juego, y él es muy talentoso en la volea. 
Yuzhny es bueno en todas las superficies , y se caracteriza por su juego de toda la canch . Yuzhny se ha destacado por su capacidad de ser capaz de cambiar rápidamente superficies sin dificultad. Sin embargo, su mejor superficie es la hierba. Tiene 53 victorias en el circuito en la hierba, el tercer mejor entre los jugadores activo, que está detrás de Roger Federer, con 122 y Andy Murray con 68 victorias. Kevin Mitchell de The Guardian se ha referido a Yuzhny como un especialista sobre césped . El exjugador ruso top 10 Alex Metreveli se ha referido a Yuzhny como " realmente un gran luchador ", dijo, " Ni siquiera puedo recordar cuántos partidos ha ganado en situaciones difíciles. El pueblo ruso respeta a Mijaíl porque él es un hombre que trabaja duro. Y su espíritu de lucha es simplemente increíble . Lo que hizo en París para la Copa Davis es sólo uno de muchos ejemplos de este tipo ". Él tiene la capacidad de cambiar rápidamente a todas las condiciones. Sin embargo, su debilidad constante a través de su carrera ha sido su saque. Robert Davis, un empleado de la Asociación de Tenistas Profesionales, una vez escribió que " Yuzhny sirve menos aces que un jugador de póker ". El ex top 10 británico, el tenista Tim Henman dicho que Yuzhny tiene un saque sólido, al menos en la hierba. Boris Sobkin ha sido entrenador de Yuzhny desde la edad de 10 años debido a la interferencia del padre de Yuzhny . Su preparador físico es Oleg Mosiakov . 
Yuzhny lleva ropa Adidas y utiliza una raqueta Head YouTek IG Extreme Pro 2.0.

## Títulos ATP (19; 10+9)

### Individuales (10)
| Leyenda                    |
| Grand Slam (0)             |
| ATP Wourld Tour Finals (0) |
| ATP Masters 1000 (0)       |
| ATP Tour 500 (2)           |
| ATP Tour 250 (8)           |

| N.º | Fecha                    | Torneo          | Superficie    | Oponente en la final | Resultado               |
| --- | ------------------------ | --------------- | ------------- | -------------------- | ----------------------- |
| 1.  | 15 de julio de 2002      | Stuttgart       | Tierra batida | Guillermo Cañas      | 6-3, 3-6, 3-6, 6-4, 6-4 |
| 2.  | 25 de octubre de 2004    | San Petersburgo | Dura (i)      | Karol Beck           | 6-2, 6-2                |
| 3.  | 19 de febrero de 2007    | Róterdam        | Dura (i)      | Ivan Ljubičić        | 6-2, 6-4                |
| 4.  | 6 de enero de 2008       | Chennai         | Dura          | Rafael Nadal         | 6-0, 6-1                |
| 5.  | 19 de octubre de 2009    | Moscú           | Dura (i)      | Janko Tipsarević     | 6-7(5), 6-0, 6-4        |
| 6.  | 9 de mayo de 2010        | Múnich          | Tierra batida | Marin Čilić          | 6-3, 4-6, 6-4           |
| 7.  | 27 de septiembre de 2010 | Kuala Lumpur    | Dura (i)      | Andréi Golúbev       | 6-7(7), 6-2, 7-6(3)     |
| 8.  | 5 de febrero de 2012     | Zagreb          | Dura          | Luckas Lacko         | 6-2, 6-3                |
| 9.  | 28 de julio de 2013      | Gstaad          | Tierra batida | Robin Haase          | 6-3, 6-4                |
| 10. | 27 de octubre de 2013    | Valencia        | Dura (i)      | David Ferrer         | 6-3, 7-5                |

#### Finalista (11)
| N.º | Fecha                    | Torneo          | Superficie    | Oponente en la final  | Resultado        |
| --- | ------------------------ | --------------- | ------------- | --------------------- | ---------------- |
| 1.  | 21 de octubre de 2002    | San Petersburgo | Dura (i)      | Sébastien Grosjean    | 5-7, 4-6         |
| 2.  | 13 de septiembre de 2004 | Pekín           | Dura          | Marat Safin           | 6-7(4), 5-7      |
| 3.  | 26 de febrero de 2007    | Dubái           | Dura          | Roger Federer         | 4-6, 3-6         |
| 4.  | 30 de abril de 2007      | Múnich          | Tierra batida | Philipp Kohlschreiber | 6-2, 3-6, 4-6    |
| 5.  | 4 de mayo de 2009        | Múnich          | Tierra batida | Tomáš Berdych         | 4-6, 6-4, 6-7(5) |
| 6.  | 11 de octubre de 2009    | Tokio           | Dura          | Jo-Wilfried Tsonga    | 3-6, 3-6         |
| 7.  | 8 de noviembre de 2009   | Valencia        | Dura (i)      | Andy Murray           | 3-6, 2-6         |
| 8.  | 14 de febrero de 2010    | Róterdam        | Dura (i)      | Robin Söderling       | 4-6, 0-2, ret.   |
| 9.  | 28 de febrero de 2010    | Dubái           | Dura          | Novak Djokovic        | 5-7, 7-5, 3-6    |
| 10. | 31 de octubre de 2010    | San Petersburgo | Dura (i)      | Mijaíl Kukushkin      | 3-6, 6-7(2)      |
| 11. | 16 de junio de 2013      | Halle           | Hierba        | Roger Federer         | 7-6(5), 3-6, 4-6 |

### Dobles (9)
| Leyenda                    |
| Grand Slam (0)             |
| ATP Wourld Tour Finals (0) |
| ATP Masters 1000 (0)       |
| ATP Tour 500 (2)           |
| ATP Tour 250 (7)           |

| N.º | Fecha                 | Torneo       | Superficie    | Pareja                | Oponentes en la final           | Resultado        |
| --- | --------------------- | ------------ | ------------- | --------------------- | ------------------------------- | ---------------- |
| 1.  | 10 de octubre de 2005 | Moscú        | Dura (i)      | Max Mirnyi            | Ígor Andréiev Nikolái Davydenko | 6-1, 6-1         |
| 2.  | 1 de enero de 2007    | Doha         | Dura          | Nenad Zimonjić        | Martin Damm Leander Paes        | 6-1, 7-6(3)      |
| 3.  | 6 de mayo de 2007     | Múnich       | Tierra batida | Philipp Kohlschreiber | Jan Hajek Jaroslav Levinsky     | 6-1, 6-4         |
| 4.  | 15 de junio de 2008   | Halle        | Hierba        | Mischa Zverev         | Lukas Dlouhy Leander Paes       | 3-6, 6-4, [10-3] |
| 5.  | 5 de octubre de 2008  | Tokio        | Dura          | Mischa Zverev         | Lukas Dlouhy Leander Paes       | 6-3, 6-4         |
| 6.  | 8 de junio de 2009    | Queen's Club | Hierba        | Wesley Moodie         | Marcelo Melo André Sá           | 6-4 4-6 10-6     |
| 7.  | 7 de junio de 2010    | Halle        | Hierba        | Sergiy Stajovski      | Martin Damm Filip Polasek       | 4-6, 7-5, [10-7] |
| 8.  | 26 de febrero de 2011 | Dubái        | Dura          | Sergiy Stajovski      | Jérémy Chardy Feliciano López   | 4-6, 6-3, [10-3] |
| 9.  | 5 de febrero de 2012  | Zagreb       | Dura (i)      | Marcos Baghdatis      | Ivan Dodig Mate Pavic           | 6-2, 6-2         |

#### Finalista (3)
| N.º | Fecha                    | Torneo   | Superficie | Pareja                | Oponentes en la final          | Resultado        |
| --- | ------------------------ | -------- | ---------- | --------------------- | ------------------------------ | ---------------- |
| 1.  | 9 de enero de 2005       | Doha     | Dura       | Andrei Pavel          | Albert Costa Rafael Nadal      | 3-6, 6-4, 3-6    |
| 2.  | 19 de septiembre de 2005 | Pekín    | Dura       | Dmitri Tursúnov       | Justin Gimelstob Nathan Healey | 4-6, 6-3, 2-6    |
| 3.  | 24 de febrero de 2008    | Róterdam | Dura (i)   | Philipp Kohlschreiber | Tomáš Berdych Dmitri Tursúnov  | 5-7, 6-3, [7-10] |

### Challengers (4)
| N.º | Fecha                  | Torneo                  | Superficie    | Oponente en la final | Resultado           |
| --- | ---------------------- | ----------------------- | ------------- | -------------------- | ------------------- |
| 1.  | 15 de mayo de 2000     | Samarcanda              | Tierra batida | Jan-Frode Andersen   | 7-6(7), 2-6, 7-6(8) |
| 2.  | 2 de noviembre de 2015 | Challenger de Eckental  | Carpeta       | Benjamin Becker      | 7-5, 6-3            |
| 3.  | 10 de enero de 2016    | Challenger de Bangkok-1 | Cemento       | Go Soeda             | 6-3, 6-4            |
| 4.  | 17 de enero de 2016    | Challenger de Bangkok-2 | Cemento       | Adam Pavlasek        | 6-4, 6-1            |

## Clasificación en torneos del Grand Slam
| Torneos                   | 2000 | 2001 | 2002 | 2003 | 2004 | 2005 | 2006 | 2007 | 2008 | 2009 | 2010 | 2011 | 2012 | 2013 | 2014 | 2015 | 2016 | G–P   | Ganados % |
| ------------------------- | ---- | ---- | ---- | ---- | ---- | ---- | ---- | ---- | ---- | ---- | ---- | ---- | ---- | ---- | ---- | ---- | ---- | ----- | --------- |
| Abierto de Australia      | A    | 3R   | 3R   | 4R   | 1R   | 2R   | 1R   | 3R   | CF   | 1R   | 3R   | 3R   | 1R   | 2R   | 2R   | 1R   | A    | 20–14 | 58.82     |
| Roland Garros             | Q1   | 1R   | 1R   | 2R   | 3R   | 2R   | 2R   | 4R   | 3R   | 2R   | CF   | 3R   | 3R   | 4R   | 2R   | 1R   | 1R   | 24–15 | 62.86     |
| Wimbledon                 | A    | 4R   | 4R   | 2R   | 1R   | 4R   | 3R   | 4R   | 4R   | 1R   | 2R   | 4R   | QF   | 4R   | 2R   | 1R   | 2R   | 31–16 | 65.96     |
| Abierto de Estados Unidos | A    | 3R   | A    | 1R   | 3R   | 3R   | SF   | 2R   | A    | 2R   | SF   | 1R   | 1R   | CF   | 1R   | 2R   | 3R   | 23–13 | 63.89     |
| Ganados–Perdidos          | 0–0  | 7–4  | 5–3  | 5–4  | 4–4  | 7–4  | 8–4  | 9–4  | 9–3  | 2–4  | 12–3 | 7–4  | 6–4  | 11–4 | 3-4  | 1-4  | 3-3  | 97–59 | 62.18     |
| Ranking de fin de año     | 113  | 58   | 32   | 43   | 16   | 43   | 24   | 19   | 32   | 19   | 10   | 35   | 25   | 15   | 48   | 127  | 57   |       |           |